# عامر بن داوود
عامر بن داود الطاهري (وفاة. 1538م) سلطان يمني، هو آخر سلاطين الدولة الطاهرية قُتل مشنوقًا في مدينة عدن، تولى الحكم خلفًا لابن عمه السلطان الظافر عامر بن عبدالوهاب الذي قُتل في صنعاء عام 923هـ/ 1516م، ونشبت بينه وبين الإمام يحيى بن شمس الدين عدد من المعارك، حاول فيها الإمام السيطرة على ما بقي تحت الولاء للدولة الطاهرية من البلدان، غير أنه انهزم، وتحصن عامر بن داوود في حصن التعكر المطل على مدينة جبلة في إبّ، فحاصره الأمير المطهر بن شرف الدين فلجأ إلى مدينة عدن مع من بقي من الدولة الطاهرية واستولى عليها، وجعلها عاصمة حكمه.

## الدولة الطاهرية
واجه الطاهريون ثلاث مشاكل تهدد حكمهم هي الخلافات الداخلية بين الأسرة، القبائل المتمردة التي كانوا يعتمدون عليها لجبي الضرائب والتهديد المستمر من الأئمة الزيدية في صعدة وصنعاء،  سيطر الطاهريون على معظم البلاد وبقيت مناطق الزيدية عصية عليهم إذ هُزم جيش الطاهريين أمام الإمام المطهر بن محمد عام 1458،  فهم كانوا أضعف من احتواء الزيدية أو الدفاع عن أنفسهم من الغزاة الأجانب. وكان مماليك مصر يريدون ضم اليمن إلى مصر واحتل البرتغاليون بقيادة ألفونسو دي ألبوكيرك جزيرة سقطرى عام 1513 وشنوا عدة هجمات فاشلة على عدن صدها الطاهريون. شكل البرتغاليون خطراً مباشراً لتجارة المحيط الهندي العابرة للبحر الأحمر فأرسل المماليك قوة بقيادة حسين الكردي لقتال البرتغاليين. بدأ مماليك مصر محادثات مع الطاهريين في زبيد لمناقشة مايحتاجه الجيش المملوكي من أموال وعتاد، ولكن الجيش الذي كان ينفذ من المؤن، بدأ بالتحرش بسكان تهامة وعوضا عن مواجهة البرتغاليين قرروا إسقاط الطاهريين واحتلال اليمن لإدراكهم ثراء نطاق نفوذ سلاطين بني طاهر. واستخدموا البارود والمدافع وتمكنت قوات المماليك بالتعاون مع قوات قبلية موالية للإمام الزيدي المتوكل يحيى شرف الدين من السيطرة على مناطق نفوذ الطاهريين عام 1517 ودحرهم من تعز ورداع ولحج وأبين التي سقطت بيد المتوكل شرف الدين.
لم يدم الانتصار المملوكي طويلاً، بعد شهر واحد من إسقاطهم الطاهريين، احتلت الدولة العثمانية مصر وشنقت طومان باي آخر سلاطين المماليك في القاهرة. تحالف السلطان الطاهري عامر بن داوود مع البرتغاليين فعزم العثمانيون السيطرة على اليمن لكسر الاحتكار البرتغالي لتجارة التوابل. بالإضافة لقلقهم من سقوط اليمن بيد البرتغاليين وربما سقوط مكة بعدها. وبقيت للطاهريين السيطرة على عدن حتى عام 1539 عندما سقطت بيد العثمانيين. فقد وصلت حملة عثمانية بقيادة والي مصر العثماني سليمان باشا الخادم إلى اليمن باسم القضاء على البرتغاليين الذين كانوا يعيثون الفساد في موانئ البحر الأحمر والعرب وكان الهدف الخفي هو احتلال اليمن، وعند وصول الخملة لى هناك تمكن قائدها من الاستيلاء على عدن وشنق حاكمها عامر بن داود الطاهري، ثم وضع فيها حامية قوية وغادرها نحو الهند.